# Wereldkampioenschappen moderne vijfkamp 1974
De wereldkampioenschappen moderne vijfkamp 1974 werden gehouden in Moskou in de Sovjet-Unie. 
Er stonden twee onderdelen op het programma alleen voor mannen. 

## Medailles

### Mannen
| Onderdeel   | Goud | Goud                                              | Zilver | Zilver                                         | Brons | Brons                                             |
| ----------- | ---- | ------------------------------------------------- | ------ | ---------------------------------------------- | ----- | ------------------------------------------------- |
| Individueel | URS  | Pavel Lednjev                                     | URS    | Vladimir Sjmelev                               | URS   | Boris Onisjtsjenko                                |
| Team        | URS  | Boris Onisjtsjenko Pavel Lednjev Vladimir Sjmelev | HUN    | Tamás Kancsal Tibor Maracskó Zsigmond Villányi | ROU   | Dumitru Spirlea Constantin Calina Adalbert Covacs |

### Medaillespiegel
| Plaats | Land        | Goud | Zilver | Brons | Totaal |
| 1      | Sovjet-Unie | 2    | 1      | 1     | 4      |
| 2      | Hongarije   | 0    | 1      | 0     | 1      |
| 3      | Roemenië    | 0    | 0      | 1     | 1      |
| Totaal | Totaal      | 2    | 2      | 2     | 6      |